# Висоцин (Куявсько-Поморське воєводство)
Висоцин (пол. Wysocin) — село в Польщі, у гміні Бондково Александровського повіту Куявсько-Поморського воєводства.
Населення — 279 осіб (2011).
У 1975-1998 роках село належало до Влоцлавського воєводства.

## Демографія
Демографічна структура станом на 31 березня 2011 року:
|          | Загалом | Допрацездатний вік | Працездатний вік | Постпрацездатний вік |
| -------- | ------- | ------------------ | ---------------- | -------------------- |
| Чоловіки | 137     | 33                 | 87               | 17                   |
| Жінки    | 142     | 40                 | 79               | 23                   |
| Разом    | 279     | 73                 | 166              | 40                   |